# Royston Drenthe
Royston Ricky Drenthe (ur. 8 kwietnia 1987 w Rotterdamie) – holenderski piłkarz, grający na pozycji lewego obrońcy lub bocznego pomocnika.

## Przebieg kariery klubowej

### Feyenoord
Drenthe urodził się w Rotterdamie, a jego rodzina pochodzi z Surinamu. Jako dziecko biegał za piłką na przedmieściach zachodnich dzielnic miasta, aż w końcu zapisano go do lokalnego klubu SC Neptunus. Przeszedł w nim przez kolejne kategorie wiekowe, zostając nawet mistrzem ligi młodzieżowej i niedługo potem skauci Feyenoordu zaoferowali mu grę w tym klubie. Z czasem trafił do drużyny szkolonej przez Henka Fräsera, jednak nie przekonywał do siebie sztabu trenerskiego i zmienił barwy na SBV Excelsior, filię Feyenoordu. W Excelsiorze występował przez 2 lata i w meczu juniorów z Feyenoordem spisał się na tyle dobrze grając jako lewoskrzydłowy, że szefostwo Feyenoordu zaproponowało mu powrót do klubu.
W 2005 r. trafił do pierwszej drużyny Feyenoordu. Zadebiutował w niej w Eredivisie, 15 stycznia 2006 w wygranym 1:0 wyjazdowym meczu z SBV Vitesse. W tamtym sezonie grał jeszcze głównie w rezerwach i miał pewne miejsce w składzie, a w pierwszej lidze pojawił się na boisku raptem trzykrotnie. W drugiej drużynie spisywał się jednak na tyle udanie, że podpisał profesjonalny kontrakt z klubem do 2011 r.
W sezonie 2006/2007 do zespołu Feyenoordu trafił Belg Philippe Léonard, a wśród lewych obrońców w zespole był jeszcze Pascal Bosschaart. Léonard doznał jednak kontuzji, a Bosschaart został wypożyczony do ADO Den Haag i Drenthe otrzymał szansę gry. Stał się podstawowym zawodnikiem zespołu i zaczął spisywać się na tyle udanie, że został ulubieńcem fanów Feyenoordu. Zagrał między innymi w fazie grupowej Pucharu UEFA (Feyenoord został wykluczony z dalszych rund z powodu zamieszek kibiców podczas meczu z AS Nancy).

### Real Madryt
Po udanych młodzieżowych Mistrzostwach Europy w 2007 r., na których poprowadził reprezentację do końcowego zwycięstwa, samemu zdobywając tytuł MVP całego turnieju, 9 sierpnia 2007 roku Drenthe podpisał obowiązujący do 2012 r. kontrakt z Realem Madryt. Cena transferu wyniosła około 14 milionów euro. Jako nowy zawodnik Realu został zaprezentowany 13 sierpnia razem z Wesleyem Sneijderem. 31 sierpnia 2010 został wypożyczony do Hérculesa Alicante, a następnie do Evertonu. W związku z nie najlepszą grą i nieprofesjonalnym zachowaniem władze klubu nie zaproponowały mu przedłużenia kontraktu.

### Ałanija
Po wygaśnięciu kontraktu z Realem Madryt (30 czerwca 2012) przez pół roku pozostawał wolnym zawodnikiem. W zimowym oknie transferowym rosyjski klub Ałanija Władykaukaz potwierdził pozyskanie holenderskiego zawodnika, który z nowym klubem związał się do 2016 r.
Debiut w nowym zespole zaliczył 9 marca 2013 w meczu z FK Rostów, po którym Walerij Gazzajew nazwał piłkarza „świetnym profesjonalistą i wzorem dla młodych graczy”. 15 kwietnia, zaledwie w swoim piątym meczu, zaliczył hat-tricka w spotkaniu z Mordowiją Sarańsk. Jego drużyna spadła jednak z Premier Ligi.

### Reading
21 czerwca 2013 na zasadzie wolnego transferu podpisał dwuletni kontrakt z opcją rocznego przedłużenia z grającym na zapleczu Premier League Reading.

### Sheffield Wednesday
Drenthe dołączył do Sheffield Wednesday na zasadzie wypożyczenia, na okres sześciu miesięcy od dnia 1 września 2014.

### Kayseri Erciyesspor
23 stycznia 2015 Drenthe dołączył do Kayseri Erciyesspor.

### Baniyas
Drenthe dołączył do Baniyas we wrześniu 2015 r.

### Polski wątek
Pod koniec 2020 r., kilka dni po ogłoszeniu przez piłkarza bankructwa, grająca w lidze okręgowej Victoria Cisek potwierdziła rozmowy z Holendrem na temat transferu. Ostatecznie rozmowy upadły z powodu rozbieżności w oczekiwaniach finansowych piłkarza, a pensją proponowaną przez klub.

## Statystyki
| Sezon   | Klub                | Kraj      | Rozgrywki        | Mecze | Bramki |
| ------- | ------------------- | --------- | ---------------- | ----- | ------ |
| 2005/06 | Feyenoord           | Holandia  | Eredivisie       | 3     | 0      |
| 2006/07 | Feyenoord           | Holandia  | Eredivisie       | 26    | 0      |
| 2007/08 | Real Madryt         | Hiszpania | Primera División | 18    | 2      |
| 2008/09 | Real Madryt         | Hiszpania | Primera División | 20    | 0      |
| 2009/10 | Real Madryt         | Hiszpania | Primera División | 8     | 0      |
| 2010/11 | Hércules CF         | Hiszpania | Primera División | 17    | 4      |
| 2011/12 | Everton             | Anglia    | Premier League   | 20    | 3      |
| 2012/13 | Ałanija Władykaukaz | Rosja     | Priemjer-Liga    | 6     | 3      |
| 2013/14 | Reading             | Anglia    | Championship     | 23    | 2      |